# Силікатна вулиця (Мелітополь)
Силікатна вулиця — вулиця в Мелітополі. Починається від вулиці Пушкіна, йде на північ і закінчується перехрестям з 2-м провулком Осипенко біля дитячого садка «Казка».

## Назва
Вулиця названа на честь розташованого неподалік заводу силікатної цегли.

## Історія
Перша відома згадка вулиці припадає на 20 грудня 1979 року.